# Compagnie pétrolière nationale
Une compagnie pétrolière nationale (CPN) est une entreprise publique dont l'activité principale est liée à l'exploitation du pétrole. Celles-ci ont émergé à partir des années 1970 et tendent à rivaliser avec les supermajors occidentales, qui sont plus anciennes et bénéficient des technologies les plus avancées (notamment dans l'offshore).
Selon l'EIA, les CPN représentent 52 % de la production pétrolière mondiale et contrôlent 88 % des réserves pétrolières prouvées.

## Répartition des réserves en milliards de barils pour les principales CPN
D'après les données de Crédit suisse et de First Boston :
- Saudi Arabian Oil Company 295
- National Iranian Oil Company 287
- Qatar Petroleum 165
- Abu Dhabi National Oil Company 137
- Iraq National Oil Company 137
- Gazprom 115
- Kuwait Oil Company 107
- PDVSA 102
- Nigerian National Petroleum Company 62
- National Oil Corporation 45
- Sonatrach 40
- Rosneft 35

## Liste des CPN pour les principaux pays producteurs de pétrole

### Asie
- Saudi Aramco - Arabie saoudite
- National Iranian Oil Company (NIOC) - Iran
- Iraq National Oil Company - Irak
- Kuwait Oil Company - Koweït
- Petroleum Development of Oman - Oman
- Abu Dhabi National Oil Company - Abou Dabi
- Qatar Petroleum - Qatar
- Emirates National Oil Company - Dubaï
- Uzbekneftegaz - Ouzbékistan
- State Oil Company of Azerbaijan Republic (SOCAR) - Azerbaïdjan
- Petronas - Malaisie
- Sinopec - Chine
- CNOOC - Chine
- China National Petroleum (PetroChina) - Chine
- PetroVietnam - Vietnam
- Pertamina - Indonésie
- Oil and Natural Gas Corporation - Inde
- Indian Oil Corporation - Inde
- Syrian Petroleum Company - Syrie

### Afrique
- National Oil Corporation - Libye
- Egyptian General Petroleum Corporation (EGPC) - Égypte
- Sonatrach - Algérie
- GEPetrol - Guinée équatoriale
- Sonangol - Angola
- Société nationale pétrolière gabonaise. En 2011, un décret présidentiel créa la Gabon Oil Company (GOC) en tant que nouvelle compagnie pétrolière nationale. - Gabon
- Nigerian National Petroleum Company - Nigeria
- Société des hydrocarbures du Tchad - Tchad
- Ghana National Petroleum Corporation (GNPC) - Ghana
- Société nationale des pétroles du Congo (SNPC) - République du Congo
- Gabon Oil Company (GOC) - Gabon
- Madagascar Oil - Madagascar
- Société nationale des hydrocarbures (SNH) - Cameroun
- Sudapet - Soudan
- Entreprise tunisienne d'activités pétrolières (ETAP) - Tunisie

### Amérique
- Empresa Colombiana de Petróleos S.A. (Ecopetrol) - Colombie
- Pemex - Mexique
- PDVSA - Venezuela
- Petrobras - Brésil
- Empresa Estatal Petróleos del Ecuador (PetroEcuador) - Équateur
- Petróleos del Perú (Petroperu) - Pérou
- Administration nationale des Combustibles, de l'Alcool et du Portland (ANCAP) - Uruguay
- Petro-Canada (Canada, de sa création en 1976 à sa privatisation en 1992)

### Europe
- Rosneft - Russie
- Gazprom - Russie
- Statoil - Norvège

Anciennement :
- ENI - Italie (Jusqu'en 1998. État aujourd'hui actionnaire à 30 %)
- Lukoil - Russie (Privatisée progressivement de 1994 à 2004)
- ELF Aquitaine - France (Privatisée en 1994, absorbée par Total en 2000)